# Dominic Abui
Dominic Abui Pretino Koni (ur. 17 marca 1990 w Omdurman) – południowosudański piłkarz grający na pozycji pomocnika w klubie Al-Merreikh Dżuba.

## Kariera klubowa

### Al-Nesoor SC
Abui grał w Al-Nesoor SC w latach 2010–2014.

### Al-Chartum
Abui występował w Al-Chartum w latach 2018–2019. W sezonach 2016, 2017 i 2018 zdobywał kolejno cztery, jedną oraz dwie bramki.

### Al Ahli SC
Abui grał w Al Ahli SC w latach 2019–2024.

### Al-Merreikh Dżuba
Abui przeszedł do Al-Merreikh Dżuba 24 stycznia 2024.

## Kariera reprezentacyjna
| Mecze i gole w reprezentacji | Mecze i gole w reprezentacji | Mecze i gole w reprezentacji | Mecze i gole w reprezentacji | Mecze i gole w reprezentacji | Mecze i gole w reprezentacji | Mecze i gole w reprezentacji | Mecze i gole w reprezentacji              |
| Sudan Południowy             | Sudan Południowy             | Sudan Południowy             | Sudan Południowy             | Sudan Południowy             | Sudan Południowy             | Sudan Południowy             | Sudan Południowy                          |
| Lp.                          | Data                         | Miejsce                      | Gospodarz                    | Gość                         | Wynik                        | Gol                          | Rozgrywki                                 |
| ---------------------------- | ---------------------------- | ---------------------------- | ---------------------------- | ---------------------------- | ---------------------------- | ---------------------------- | ----------------------------------------- |
| 1.                           | 30.11.2013                   | Nairobi                      | Kenia                        | Sudan Południowy             | 3:1                          |                              | Puchar CECAFA 2013                        |
| 2.                           | 03.12.2013                   | Nakuru                       | Sudan Południowy             | Etiopia                      | 0:2                          |                              | Puchar CECAFA 2013                        |
| 3.                           | 18.05.2014                   | Maputo                       | Mozambik                     | Sudan Południowy             | 5:0                          |                              | Puchar Narodów Afryki 2015 – kwalifikacje |
| 4.                           | 30.05.2014                   | Chartum                      | Sudan Południowy             | Mozambik                     | 0:0                          |                              | Puchar Narodów Afryki 2015 – kwalifikacje |
| 5.                           | 07.06.2015                   | Kigali                       | Kenia                        | Sudan Południowy             | 2:0                          |                              | Mecz towarzyski                           |
| 6.                           | 13.06.2015                   | Bamako                       | Mali                         | Sudan Południowy             | 2:0                          |                              | Puchar Narodów Afryki 2017 – kwalifikacje |
| 7.                           | 05.09.2015                   | Dżuba                        | Sudan Południowy             | Gwinea Równikowa             | 1:0                          |                              | Puchar Narodów Afryki 2017 – kwalifikacje |
| 8.                           | 08.10.2015                   | Dżuba                        | Sudan Południowy             | Mauretania                   | 1:1                          | Gol                          | Mistrzostwa Świata 2018 – eliminacje      |
| 9.                           | 13.10.2015                   | Nawakszut                    | Mauretania                   | Sudan Południowy             | 4:0                          |                              | Mistrzostwa Świata 2018 – eliminacje      |
| 10.                          | 23.11.2015                   | Bahyr Dar                    | Sudan Południowy             | Dżibuti                      | 2:0                          | Gol                          | Puchar CECAFA 2015                        |
| 11.                          | 25.11.2015                   | Bahyr Dar                    | Sudan                        | Sudan Południowy             | 0:0                          |                              | Puchar CECAFA 2015                        |
| 12.                          | 27.11.2015                   | Bahyr Dar                    | Malawi                       | Sudan Południowy             | 0:2                          |                              | Puchar CECAFA 2015                        |
| 13.                          | 01.12.2015                   | Addis Abeba                  | Sudan Południowy             | Sudan                        | 0:0 k. 3:5                   |                              | Puchar CECAFA 2015                        |
| 14                           | 23.03.2016                   | Dżuba                        | Sudan Południowy             | Benin                        | 1:2                          |                              | Puchar Narodów Afryki 2017 – kwalifikacje |
| 15.                          | 27.03.2016                   | Kotonu                       | Benin                        | Sudan                        | 4:1                          |                              | Puchar Narodów Afryki 2017 – kwalifikacje |
| 16.                          | 04.06.2016                   | Dżuba                        | Sudan Południowy             | Mali                         | 0:3                          |                              | Puchar Narodów Afryki 2017 – kwalifikacje |
| 17.                          | 22.03.2017                   | Dżibuti                      | Dżibuti                      | Sudan Południowy             | 2:0                          |                              | Puchar Narodów Afryki 2019 – kwalifikacje |
| 18.                          | 28.03.2017                   | Dżuba                        | Sudan Południowy             | Dżibuti                      | 6:0                          | Gol                          | Puchar Narodów Afryki 2019 – kwalifikacje |
| 19.                          | 05.12.2017                   | Kakamega                     | Etiopia                      | Sudan Południowy             | 3:0                          |                              | Puchar CECAFA 2017                        |
| 20.                          | 08.12.2017                   | Kakamega                     | Uganda                       | Sudan Południowy             | 5:1                          |                              | Puchar CECAFA 2017                        |
| 21.                          | 11.12.2017                   | Kakamega                     | Sudan Południowy             | Burundi                      | 0:0                          |                              | Puchar CECAFA 2017                        |
| 22.                          | 16.11.2018                   | Dżuba                        | Sudan Południowy             | Burundi                      | 2:5                          | Gol                          | Puchar Narodów Afryki 2019 – kwalifikacje |
| 23.                          | 23.03.2019                   | Bamako                       | Mali                         | Sudan Południowy             | 3:0                          |                              | Puchar Narodów Afryki 2019 – kwalifikacje |
| 24.                          | 04.09.2019                   | Omdurman                     | Sudan Południowy             | Gwinea Równikowa             | 1:1                          |                              | Mistrzostwa Świata 2022 – eliminacje      |
| 25.                          | 08.09.2019                   | Malabo                       | Gwinea Równikowa             | Sudan Południowy             | 1:0                          |                              | Mistrzostwa Świata 2022 – eliminacje      |
| 26.                          | 13.11.2019                   | Blantyre                     | Malawi                       | Sudan Południowy             | 1:0                          |                              | Puchar Narodów Afryki 2021 – kwalifikacje |
| 27.                          | 17.11.2019                   | Chartum                      | Sudan Południowy             | Burkina Faso                 | 1:2                          |                              | Puchar Narodów Afryki 2021 – kwalifikacje |
| 28.                          | 12.11.2020                   | Entebbe                      | Uganda                       | Sudan Południowy             | 1:0                          |                              | Puchar Narodów Afryki 2021 – kwalifikacje |
| 29.                          | 06.10.2021                   | Al-Dżadida                   | Sierra Leone                 | Sudan Południowy             | 1:1                          |                              | Mecz towarzyski                           |
| 30.                          | 12.10.2021                   | Al-Dżadida                   | Gambia                       | Sudan Południowy             | 2:1                          |                              | Mecz towarzyski                           |